# U-21-Faustball-Europameisterschaft 2023
Die 23. Faustball-Europameisterschaft für U21-Mannschaften fand vom 4. August bis 5. August 2023 in Jona (Schweiz) statt. Die Schweiz war zum siebten Mal Ausrichter der Faustball-Europameisterschaft für U21-Mannschaften.

## Teilnehmer
Fünf europäische Nationen nahmen an den Faustball-Europameisterschaften der U21 teil. 
- Belgien
- Deutschland (Titelverteidiger)
- Italien
- Österreich
- Schweiz (Gastgeber)

## Spielplan
Zunächst traten alle fünf teilnehmenden Nationen in einer einfachen Vorrunde jeder gegen jeden an. Die ersten drei der Vorrundengruppe standen dann bereits als Halbfinalisten fest, der Vierte und der Fünfte der Vorrundengruppe spielten den verbleibenden Halbfinalplatz aus.

### Vorrunde
| Freitag, 4. August 2023 |           |             |   |             |                        |
| 1                       | 11:15 Uhr | Österreich  | – | Deutschland | 2:0 (15:13, 11:4)      |
| 2                       | 12:00 Uhr | Italien     | – | Schweiz     | 0:2 (5:11, 6:11)       |
| 3                       | 12:45 Uhr | Belgien     | – | Österreich  | 0:2 (1:11, 3:11)       |
| 4                       | 13:30 Uhr | Deutschland | – | Italien     | 2:0 (11:5, 11:3)       |
| 5                       | 14:15 Uhr | Schweiz     | – | Belgien     | 2:0 (11:3, 11:3)       |
| 6                       | 15:00 Uhr | Italien     | – | Österreich  | 0:2 (4:11, 7:11)       |
| 7                       | 15:45 Uhr | Belgien     | – | Deutschland | 0:2 (3:11, 5:11)       |
| 8                       | 16:30 Uhr | Österreich  | – | Schweiz     | 2:1 (11:4, 4:11, 11:2) |
| 9                       | 17:15 Uhr | Italien     | – | Belgien     | 2:0 (11:2, 11:1)       |
| 10                      | 18:00 Uhr | Schweiz     | – | Deutschland | 0:2 (6:11, 8:11)       |

| Pl. | Team        | Sp. | Sätze | Bälle | Pkt. |
| --- | ----------- | --- | ----- | ----- | ---- |
| 1   | Österreich  | 4   | 8:1   | 96:49 | 8    |
| 2   | Deutschland | 4   | 6:2   | 83:56 | 6    |
| 3   | Schweiz     | 4   | 5:4   | 75:65 | 4    |
| 4   | Italien     | 4   | 2:4   | 52:69 | 2    |
| 5   | Belgien     | 4   | 0:4   | 21:88 | 0    |

### Endrunde
| Samstag, 5. August 2023 |                     |           |             |   |            |                             |
| 11                      | Qualifikationsspiel | 10:00 Uhr | Italien     | – | Belgien    | 3:0 (11:4/11:4/11:3)        |
| 12                      | Halbfinal           | 12:00 Uhr | Deutschland | – | Schweiz    | 3:1 (15:13/11:8/11:13/11:5) |
| 13                      | Halbfinal           | 14:00 Uhr | Österreich  | – | Italien    | 3:0 (11:4/11:3/13:11)       |
| 14                      | Spiel um Platz 3    | 16:00 Uhr | Schweiz     | – | Italien    | 3:1 (11:05/11:5/8:11/3:11)  |
| 15                      | Final               | 18:00 Uhr | Deutschland | – | Österreich | 0:3 (8:11/8:11/6:11)        |

## Endergebnis
| Platz | Land        |
| ----- | ----------- |
| 1.    | Österreich  |
| 2.    | Deutschland |
| 3.    | Schweiz     |
| 4.    | Italien     |
| 5.    | Belgien     |